# 1989年のテレビ (日本)
1989年のテレビでは、1989年（昭和64年→平成元年）の日本におけるテレビジョン放送全般の動向についてまとめる。

## 番組に関する出来事

### 1月
- 昭和天皇の重体の為、1988年末から引き続き、各局は特別報道体制が続いていた。この影響で、番組やCM内でも挨拶では「あけましておめでとうございます」の代わりに「謹んで新年のご挨拶を申し上げます」が多く使われた。ただし、従前通り「あけましておめでとうございます」を挨拶に使った番組もある。
- 1日
  - NHK大河ドラマ第27作『春日局』（橋田壽賀子脚本・大原麗子主演）放送開始。（ - 12月17日）。
  - 日本テレビの正月恒例特番『豪華!スター家族対抗初春ジャンボクイズ!』と『輝け!!人気スターチーム対抗大合戦!』がこの年、この日を最後に終了。前者は9年、後者は12年の歴史にそれぞれ幕。
  - フジテレビの正月恒例特番『新春スターかくし芸大会』が、26回目となるこの回より、東西対抗から紅白対抗に変更[注 1]。
  - NHK、教育テレビと衛星第1テレビで、毎年元旦恒例の「ウィーンフィル・ニューイヤーコンサート」を生放送(教育はモノラル、衛星はこの年からBモードステレオ。FMもステレオで同時放送。)。この年は、大人気指揮者であるカルロス・クライバーが指揮した。[注 2][1][2][3][4]
- 1日 - 3日 - NHK総合で、正月3か日に『正月テレビは人間テレビ』と題する特別放送編成を実施。1日は「日本」2日は「地球」3日は「人間」と1日ごとに異なるテーマで[5]、古屋和雄、中村克洋、桜井洋子、道傳愛子（いずれも当時NHKアナウンサー）が司会を担当、各番組にそれぞれ出演。上述の『春日局』第1話も初日の1本として放送された。
- 2日 - 3日 - 日本テレビ『サッポロビール新春スポーツスペシャル箱根駅伝』は、この年の第65回大会から全区間完全生中継を開始[6]。
- 7日 - 昭和天皇崩御。NHK・民放各局は天皇の容体が悪化した5時過ぎから特別編成に入る[7]。7時55分の天皇崩御の記者会見の中継からは民放各局もCMなしの放送に移行。14時34分には小渕恵三内閣官房長官による新元号「平成」発表の模様も中継。この特別編成は翌8日にかけて続き、天皇崩御に関するニュース、昭和を振り返る番組や新天皇を紹介する番組が放送された。一方で、各局には通常番組がすべて中止になったことなどから、苦情や問い合わせの電話が殺到した[注 3]。そして翌9日から通常番組の編成に戻るが、民放ではCMを自粛する企業が相次いだ[8][9]。
- 8日 - 中国放送（RCC）が『天皇とヒロシマ』を14時から1時間42分放送（1月7日から8日の特別編成の期間中、ローカルの民放で天皇の特別番組を放送したのはRCCが唯一）。天皇と広島の関わりを伝えるだけでなく、天皇と被爆者との関係や大学教授を招き「天皇の戦争責任」について述べるなど、追悼一辺倒ではなく天皇と戦争・原爆について正面から取り上げた番組となった[10][11]。
- 9日 - 13日 - フジテレビ『笑っていいとも!』が昭和天皇崩御に伴い1週間放送を休止、その代替番組として、同番組のコーナー『テレフォンショッキング』の名場面を集めた『友達の輪スペシャル』でつないだ[12]。なお『笑っていいとも!』は16日の放送から再開、昭和天皇重篤中に自粛していたオープニングテーマ「ウキウキWatching」も復活した。

### 2月
- 12日 - TBSほかで『平成名物TV』が放送開始。第1部の『三宅裕司のいかすバンド天国』（ - 1990年12月）では、たま、BEGINなど数多くのアマチュアロックバンドが出演してメジャーデビューを果たすグループを輩出、「イカ天ブーム」と呼ばれる人気番組となった（ - 1991年9月）。
- 13日 - 一連のリクルート事件で、リクルート創業者で元会長の江副浩正がこの日夜東京地検特捜部に逮捕されたことにより、NHKや民放各局は夕方以降特別番組を編成する[13]。
- 24日 - 大喪の礼のため、各局は関連特番を編成し、民放各局はCMの放送を自粛した[14][注 4]。

### 3月
- 5日 - フジテレビのアニメ『サザエさん』が放送1000回を突破し、記念スペシャルを放送[15]。本来1000回は1月8日に放送する予定だったものが昭和天皇崩御の報道特番で休止となったため、この日の放送となった。なお1000回目の放送は結局当初の予定日の翌週となる1月15日放送となった。
- 17日 - NHK総合で1972年4月から放送されていたドラマ枠「銀河テレビ小説」が終了。最終作品となった名古屋放送局制作の『黒潮に乾杯!』をもって、17年の歴史に幕[16][17]（後年『ドラマ新銀河』として復活）。
- 24日 - フジテレビの報道番組『FNNスピーク』の金曜日アシスタントに永麻理アナウンサーが登板。
- 25日
  - ABC・テレビ朝日で1975年4月から放送されていたワイドショー番組『おはようワイド・土曜の朝に』が終了。14年の歴史に幕。
  - 関西テレビで1980年4月から放送されていたクイズ・ゲーム番組『ノンストップゲーム』が終了。9年の歴史に幕。
- 28日 - NHK総合『NHK特集』がこの日放送の「カリブ海の大リーグ志願者たち」をもって最終回、13年の歴史に幕[18]。
- 31日 - フジテレビの報道番組『FNNスーパータイム』のアンカーマンを、1984年10月の放送開始から務めた逸見政孝（元フジテレビアナウンサー）[注 5]がこの日限りで卒業。

### 4月
- 1日
  - フジテレビ『THE WEEK』放送開始（ - 1998年3月28日）。初代司会者は『プロ野球ニュース』の佐々木信也、アシスタントは東ちづるが務めた。
  - ABC・テレビ朝日『土曜だエブリバディ!』放送開始（ - 1990年3月31日）。在阪局制作の土曜朝ワイドでは珍しく東京[注 6]からの生放送であった。
  - テレビ朝日で渡辺篤史の司会による住宅訪問番組『渡辺篤史の建もの探訪』放送開始（2021年現在も継続）。
  - テレビ東京『TXNニュース THIS EVENING』放送開始（ - 1997年9月28日）。
- 2日
  - テレビ朝日で大型報道番組『サンデープロジェクト』放送開始（ABCと共同制作）。初代総合司会は島田紳助が務めた（ - 2010年3月28日）。
  - よみうりテレビ・日本テレビ日曜19時台前半で元NHKアナウンサー鈴木健二の民放初レギュラー番組かつ冠番組である『鈴木健二の人間テレビ』が放送開始（ - 9月24日）。
  - NHK総合で1976年から13年間続いた『NHK特集』をリニューアルし『NHKスペシャル』放送開始。初作品は「政治は改革できるか・リクルート事件の衝撃」を3日連続で放送[19]（2021年現在も継続）。
- 3日
  - NHK、新年度編成開始。
    - 連続テレビ小説第42作『青春家族』（いしだあゆみ・清水美砂主演）放送開始（ - 9月30日）。

  - 日本テレビ『午後は○○おもいッきりテレビ』の司会が、山本厚太郎からみのもんたに交代。みのは同番組の中興の祖となり、以後『おもいッきりイイ!!テレビ』（2007年10月 - 2009年3月）まで20年この枠の司会を担当する。
  - TBSの報道番組『テレポートTBS6』が『テレポート6』とタイトルを変えリニューアル。キャスターはフリーアナウンサーの荒川強啓と久和ひとみが担当。
  - フジテレビの報道番組がリニューアル。まず長野智子アナウンサー司会の『トークシャワー』がスタート。これに合わせて『FNNモーニングコール』は30分のストレートニュースに短縮されアシスタントは筒井櫻子アナウンサーが務めた。元TBSアナウンサーの生島ヒロシ司会の『生島ヒロシのおいしいフライパン』がスタート。アシスタントは『タイム3』から移籍する形で岩瀬惠子アナウンサーが務めた。『FNNスーパータイム』は2代目アンカーマンに『FNN DATE LINE』の上田昭夫が移籍する形で就任。『FNN DATE LINE』は司会に元NHK報道記者の木村太郎[注 7]、アシスタントに松尾紀子アナウンサーを迎え放送時間も45分に拡張されリニューアル。
  - テレビ朝日では、平日17時枠から19時枠までの番組の大改革が行われた。
    - 19:20の報道番組『ニュースシャトル』が18:00開始に変更、これにより、1984年10月の『JNNニュースコープ』（TBS）以来4年半続いた在京民放平日19時台の報道番組は『総力報道!THE NEWS』（TBS系列、2009年4月 - 2010年3月）まで20年中断する。
    - 『ニュースシャトル』移動に伴い、平日18:00の子供向けバラエティ番組『パオパオチャンネル』は1時間繰上がって17:00開始に変更、同時に関東ローカルに降格される。また『パオパオ』のワンコーナー『ピッカピカ音楽館』は、18:50 - 19:00に独立して継続される。
    - 19時枠は、火曜日を除き前後半体制に戻され、それまで18:50 - 19:20に編成されていたテレビアニメは、枠移動などで継続、金曜日の『ドラえもん』は19:00開始に復帰[注 8]。また火曜日は水曜20時枠から『ビートたけしのスポーツ大将』（第2期）が移動して1時間枠に変更、これに伴い、水曜19:30 - 20:54に1年半振りの単発特別番組枠『水曜スーパーテレビ』を設置した。

  - 関西テレビで、前月終了した『素敵!KEI-SHU5』の後番組として平日17時枠（関西ローカル）で、前番組同様圭・修メインによる情報バラエティ番組『5時からテレビ』を開始（ - 5月）。
- 4日 - テレビ朝日『ニュースステーション』のこの日の放送で、メインキャスターの久米宏（広島東洋カープファン）が、プロ野球開幕直前企画において「巨人（読売ジャイアンツ）が優勝したら丸坊主になる、日本一になったら徳光さんの番組（『NNNニュースプラス1』）に出てバンザイをする」と宣言。この年の10月に巨人が2年ぶりのセ・リーグ優勝、日本一を果たした（→1989年の読売ジャイアンツも参照）ため、宣言通り、丸坊主となり『Nステ』に丸坊主姿で出演し[20]、『プラス1』で万歳した。なお『プラス1』の徳光和夫は発言の翌5日になって、『プラス1』の全国パートの最後(18:29)で歓迎の意を表している。
- 15日 - フジテレビで前年の10月から放送されていた『夢で逢えたら』がこの日から土曜日の23:30からの放送に移行、同時に全国ネットの番組に昇格[21]。
- 26日 - フジテレビの鳥山明原作のテレビアニメ・『ドラゴンボール』が『ドラゴンボールZ』とタイトルを変えリニューアルスタート（1996年1月31日放送終了）。

### 5月
- 3日 - フジテレビ『夜のヒットスタジオDELUXE』がこの日、横浜アリーナから公開生放送。
- 8日 - TBSの『ナショナル劇場』で時代劇・『翔んでる!平賀源内』がスタート。1973年9月24日放送の『江戸を斬る 梓右近隠密帳』以来、約15年8か月ぶりの新作で主役の平賀源内を西田敏行が演じ、『江戸を斬るVII』に登場した大沢逸美演じる女目明し・お鈴も登場、また『ナショナル劇場』作品のナレーターを務めた芥川隆行が、この回放送の第1話と、第18話で講釈師役で顔出し出演となった。
- 15日 - フジテレビ『ひみつのアッコちゃん』でガンモとゴマの二役を演じ、またテレビ朝日『つるピカハゲ丸くん』のハゲ丸役で主演した声優・つかせのりこが死去（享年48歳）。ガンモ役は三田ゆう子、ゴマ役は佐藤智恵に交代、一方ハゲ丸役は杉山佳寿子に交代したが、つかせが歌ったOPテーマ『つるピカハゲ丸倶楽部』とEDテーマ『オイラハゲ丸』は引き続き使用された。またつかせが「おしゃべり」名義でナレーターを担当したNHK教育テレビの工作教養番組『できるかな』は、かずきかずみ（大和田りつ子の変名）にナレーターが交代した。
- 25日 - 元内閣総理大臣中曽根康弘のリクルート事件に関わったとしての証人喚問がこの日の国会衆議院予算委員会で行われ、NHK総合と民放各局（テレビ東京と独立局除く）が中継した。

### 6月
- 3日 - NHKの衛星放送本放送開始に伴い、番組を大幅改編。衛星第1テレビジョン（BS1）はワールドニュースとスポーツ中継を中心とした内容に、衛星第2テレビジョン（BS2）は総合・教育テレビの番組に加え、映画や音楽などの独自番組を放送時間の4割ほど組むようになった。また、BS2は24時間放送を開始するとともに、毎日1時間ほどハイビジョン実験放送も開始した[22]。
- 24日 - 歌手・美空ひばりがこの日未明に死去したことが報道され、NHKや民放各局は追悼特番を編成した[23]。
  - テレビ朝日『こだわりTV PRE☆STAGE』（関東ローカルの深夜番組）では、番組生放送中に美空の訃報の第一報が伝えられ、番組終了まで美空の追悼企画に差し替える措置をとった。
  - 毎日放送制作・TBS『すてきな出逢い いい朝8時』は番組内容を大幅に変更して全編美空の追悼企画を放送した。

### 7月
- 3日 - テレビ朝日の討論バラエティ番組『どーする!?TVタックル』放送開始。総合司会は関口宏とビートたけしが務めた。1991年4月1日から、前週の3月25日に関口が降板したのを機に、たけしの冠番組『ビートたけしのTVタックル』と改題して2025年現在も続く長寿番組となる。
- 9日 - フジテレビでこの年の1月15日から放送されていた特撮コメディ『魔法少女ちゅうかなぱいぱい!』が、主演者・小沢なつきの突然の降板でこの日終了。翌16日からは島崎和歌子を主演とし、設定を一部流用した『魔法少女ちゅうかないぱねま!』を、12月24日まで放送する。
- 22日・23日 - フジテレビで、フジテレビ開局30周年記念特別番組『FNSスーパースペシャル 1億人のテレビ夢列島'89』放送。

### 8月
- 10日 - 東京・埼玉連続幼女誘拐殺人事件の容疑者が逮捕。これに関連してホラー映画の放送を取りやめる局が相次いだ[24]。
- 26日 - 明仁天皇の次男・礼宮（現在：秋篠宮）文仁が川嶋紀子との婚約を発表。NHKや民放各局は婚約関連の報道特別番組を放送。

### 9月
- 24日 - 日本テレビ日曜21時台に1987年から放送されていた『巨泉のこんなモノいらない!?』がこの日で放送終了、3年の歴史に幕。
- 27日 - フジテレビ『夜のヒットスタジオDELUXE』が、1985年4月から4年半にわたった2時間枠としての最後の放送。同時に司会の柴俊夫が降板する。
- 28日
  - テレビ東京平日18:30のアニメ再放送枠『マンガのくに』（1967年4月10日 - 。1980年4月から9月の間は中断）がこの日で放送終了、最後の再放送アニメは『ベルサイユのばら』。
  - TBS『ザ・ベストテン』がこの日、レギュラーとしては最後の放送（公式な放送期間としてはこの日が最終回）。最終回の第1位は工藤静香の「黄砂に吹かれて」。
- 29日 - 毎日放送『4時ですよーだ』（関西ローカル）が、司会のダウンタウンの東京進出の影響などによりこの日をもって終了、2年半の歴史に幕。最終回は大阪府吹田市の千里丘放送センター内のミリカホールから2時間の公開生放送で行われ、エンディングではダウンタウンが涙する一面もあった。

### 10月
- 1日
  - 日本テレビで、所ジョージ司会による科学教養番組『所さんの目がテン!』が放送開始（2023年現在も継続）。
  - 日本テレビの日曜朝8時台に『THE・サンデー』放送開始（当時の番組名は『中村敦夫のザ・サンデー』。後に中村から徳光和夫に交代し、その後『TheサンデーNEXT』に改題、2011年3月27日まで放送）。
  - TBSで、森本毅郎司会による情報娯楽番組『噂の!東京マガジン』が放送開始（2021年4月からBS-TBSに移行して継続中）。
- 2日
  - NHK連続テレビ小説第43作『和っこの金メダル』（BK制作、渡辺梓主演）放送開始（ - 1990年3月31日）。
  - 日本テレビで、フリーキャスターの小倉智昭司会による午後のワイドショー番組『キャッチ』が放送開始（ - 1992年3月）。
  - TBSの2時間ドラマ『月曜ドラマスペシャル』が放送開始（　-　2001年3月）。
  - TBS『NEWS23』放送開始（当時の番組名は『筑紫哲也 NEWS23』。後に『NEWS23X』→『NEWS23』に改題し、2025年現在も放送中）。
  - テレビ朝日系の情報・報道番組が大幅改善。まず早朝には『CNNモーニング』と『CNNモーニングEnglish Shower』がスタート。『ANNニュースライナー』は高井正憲アナウンサーが再登板。昼には『お昼のマイテレビ』がスタート（1990年3月30日放送終了）。司会はタレントの宮尾すすむと女優の萩尾みどり。アシスタントは篠田潤子アナウンサー。夕方には『600ステーション』がスタート。メインキャスターにはフリーアナウンサーの千田正穂と新人アナウンサーの田中滋実が務めた。
- 3日 - 日本テレビ（関東ローカル）で、ダウンタウンの冠番組『ダウンタウンのガキの使いやあらへんで!!』放送開始（2021年現在も継続）。
- 5日 - TBS『ザ・ベストテン』がこの日放送された特番『さようならザ・ベストテン』をもって12年の歴史に幕。歴代の司会者・登場歌手などが昔の映像を見返す。
- 6日 - フジテレビ『夜のヒットスタジオ』の派生番組が金曜日深夜枠に2本登場。日本のロック・ニューミュージック系アーティストに特化した『ヒットスタジオR&N』と、海外版夜ヒットの位置づけともいうべき『ヒットスタジオINT'L』が放送開始（翌年4月より『ヒットスタジオコンプレックス』枠に統合、同年9月28日まで放送された）。
- 7日
  - テレビ朝日『ザ・スクープ』放送開始（当時の番組名は『鳥越・畑 ザ・スクープ』。以後も特番として不定期放送）。これに伴い、それまで放送されていた『スーパー戦隊シリーズ』（当時は『高速戦隊ターボレンジャー』）は、金曜17:30に移動する。
  - 日本テレビ『今夜は最高!』放送終了。8年半の歴史に幕（中断期間も含む）。
- 8日 - 日本テレビ日曜21時枠で、関口宏司会により、歴史上の人物にスポットを当てた情報エンターテインメント番組『知ってるつもり?!』が放送開始（ - 2002年3月）。
- 9日 - テレビ朝日で、過去に1966年から1968年まで放送されたテレビアニメ『魔法使いサリー』のリメイク版が放送（ - 1991年9月23日）。
- 10日 - TBSで大型エンターテインメントバラエティ『ギミア・ぶれいく』が放送開始。総合司会は大橋巨泉が務め、関口宏、石坂浩二、ビートたけしといった面々のユニークな企画で構成され、番組内で放送された藤子不二雄Ⓐ原作のアニメ『笑ゥせぇるすまん』も人気を集めた（ - 1992年9月29日）。
- 12日 - TBSで『ザ・ベストテン』の後継番組となる音楽番組『音楽派トゥギャザー』放送開始。司会は『ベストテン』から引き続き黒柳徹子、パートナーを高田純次が務めたが12月14日にわずか3か月で終了した。
- 14日
  - フジテレビ『オレたちひょうきん族』が放送終了、8年半の歴史に幕。
  - 日本テレビ『爆風スランプのお店』放送開始（ - 1990年3月31日）。爆風スランプ初のレギュラー番組だった。
- 16日 - フジテレビの平日17:00に放送されていた『パラダイスGoGo!!』が、30分番組に短縮、開いた17:30 - 18:00には、『がきデカ』『かりあげクン』『まじかるハット』『たいむとらぶるトンデケマン!』『らんま1/2熱闘編』を設置（『らんま』は土曜19:30から移動、後は全て新設）、『ティーンズゴールデンタイム』が誕生。
- 18日
  - 日本テレビで、所ジョージ司会によるクイズ番組『どちら様も!!笑ってヨロシク』が放送開始（ - 1996年6月19日）。開始当初は19時30分からの30分番組で、街角の人々にあらゆることをしてもらい、“何と言っているでしょうか”“何を触っているでしょうか”など早押しで答える形式がメインだった。1994年4月13日からは19時からの1時間番組に拡大する。
  - フジテレビで山田邦子の冠番組『邦ちゃんのやまだかつてないテレビ』放送開始（ - 1992年3月25日）。
  - フジテレビ『夜のヒットスタジオ』が1時間番組となり『夜のヒットスタジオSUPER』に改題。司会は古舘伊知郎が引き続き務めたほか、女優の加賀まりこが加わる（ - 1990年10月3日）。
  - テレビ朝日で、かつて17年3か月・888回に渡って放送された『クイズタイムショック』がリバイバルスタート（ - 1990年3月21日）。田宮二郎・山口崇に続く3代目司会は生島ヒロシ。
- 28日 - 日本テレビが19時台にダウンタウン司会のコントバラエティ番組『全員出席!笑うんだってば』、20時台に17年振りの1時間ドラマ『野望の国』をそれぞれ設置、「土、迫力」というキャッチフレーズで開始する。しかし、『全員出席!-』は3か月で終了する。

### 11月
- 26日 - TBSの『新世界紀行』100回を記念してこの日より「新世界七不思議」を7回シリーズで放送[25]。

### 12月
- 24日 - テレビ朝日『象印クイズ ヒントでピント』の男性軍2枠を務めた宮尾すすむ[注 9][注 10]と女性軍3枠を務めた根本りつ子[注 11]がそれぞれ降板。
- 31日
  - TBSで『第31回日本レコード大賞』が放送。大賞はWinkの「淋しい熱帯魚」。なお、単独での大賞はこの回が一旦最後となる（1993年の第35回から単独受賞形式が復活）。
  - NHK紅白歌合戦がこの年から2部制となる。関東地区の平均視聴率は、47.1%（ビデオリサーチ調べ）で、歴代最低（当時）を記録。
- 31日〜1990年1月1日未明
  - 1956年から33年間続いた『ゆく年くる年』（民放版）の終了に伴い、民放各局ではこの年から、それぞれ異なる年越し特別番組を編成するようになる。
    - 日本テレビでは、『ゆく年くる年』を引き継ぐかたちで、『ゆく年くる年 日本列島空から初詣』を放送（司会：徳光和夫）。なお民放版は服部時計店→服部セイコー（セイコーグループの前身）の一社提供だったが、今回は複数社提供に変わったものの、セイコーは筆頭提供として提供を継続した。
    - TBSでは、サザンオールスターズの年越しライブ『いっちゃえ'89サザンde'90 サザンオールスターズ ハッピーニューイヤーズ・イヴ』を横浜アリーナから生中継。以後数年間に亘り、サザンオールスターズのライブ生中継が年末の恒例となる。
    - フジテレビでは、深夜枠のシチュエーションコメディ『やっぱり猫が好き』の特別版として『年またぎスペシャル やっぱり逸見と猫が好き』を放送。レギュラーの「恩田三姉妹」（小林聡美、もたいまさこ、室井滋）とともに、逸見政孝がメインゲストとして出演した。
    - テレビ朝日では、1988年1月1日から始まった、月1回の深夜討論番組『朝まで生テレビ!』の正月スペシャルを、21:00から開始に拡大し、3部構成で放送した。その番組内では、同年の自殺未遂騒動以後芸能活動を休止していた中森明菜が近藤真彦とともに復帰会見を行う。紅白歌合戦の裏番組に当たる時間帯だったため紅白潰しとささやかれた。
    - テレビ東京では音楽番組『ゆく年くる年 GALAコンサート』を放送（ - 1993年/1994年）。2024年現在も続く『東急ジルベスターコンサート』につながる。そしてこの年からテレビ東京の年越し番組は一貫して音楽番組となる。

## その他のテレビに関する出来事

### 年間
- この年も、フジテレビが年間・年度共に視聴率三冠王を達成。

### 1月
- 23日 - 『うちの子にかぎって』（TBS、1986年）や『オヨビでない奴!』（TBS、1987年）で人気となった俳優で歌手の高橋良明がバイク事故により急逝（16歳没）。

### 2月
- 9日 - 日本を代表する漫画家で、『鉄腕アトム』[注 12]『ジャングル大帝』等のアニメや『マグマ大使』（フジテレビ、1966年 - 1967年）などの原作者である手塚治虫が死去（62歳没）。

### 3月

奈良テレビの略称「TVN」ロゴ

- 1日 - 奈良テレビ放送（独立UHF局）が略称を「UTN」から「TVN」に変更。
- 18日 - フジテレビでこの日『オレたちひょうきん族』終了前の20時52分より放送中断、21時02分から放送予定だった『ゴールデン洋画劇場「ダーティハリー3」』が開始できなくなる事態となった。放送機器の故障が原因。中断は21時17分ごろまで続き、フジテレビなどに苦情が多数相次いだ。復旧後、川端健嗣アナウンサーが顔出しで謝罪した（→放送事故#テレビの番組・広告送出設備の故障による機械事故も参照）[注 13]。

### 4月
- 1日
  - 朝日放送（ABCテレビ）が、表記を社名の「朝日放送」から略称の「ABC」に改める。同時に制作・著作のクレジットも「ABC」に変更[注 14]。また、新聞・テレビ情報誌の番組表の局名カットが、開局以来[注 15]使用された「朝日テレビ」（もしくは「朝日」）から「ABCテレビ」（もしくは「ABC」）に表記を変更（2020年現在も使用中）。
  - 福井放送がANNに正式加盟し、クロスネット局となる[注 16]。
  - メガTONネットワークが略称の一部でもあるTXNネットワークに呼称変更。その後、1991年4月1日までに、テレビ東京系列の6局体制を完成させた。
- 4日 - NHK会長の池田芳蔵が、国会問題発言の責任を取り辞任。副会長の島桂次が会長昇格。
- 14日 - 九州朝日放送（KBC）のアナウンサーが同局のローカルニュースで天皇・皇后について「両陛下」を「おふたり」と訂正。これが問題となり、担当したアナウンサーは、後に別の部署に左遷された。

### 6月
- 1日 - NHK衛星第1テレビ（NHK BSの前身）と衛星第2テレビの本放送が開始される。

### 8月
- 18日 - 日本を代表する作曲家で、令和2年度前期NHK連続テレビ小説『エール』の主人公「古山裕一」（演・窪田正孝）のモデルであり、NHK「スポーツショー行進曲」など数多くの放送番組のテーマ音楽の作曲も手掛け、また『オールスター家族対抗歌合戦』（フジテレビ）の初代審査委員長も務めた古関裕而がこの日死去（80歳没）。
- 24日 - クリアビジョン（アナログ）放送開始（最初に開始した局は日本テレビ、TBS、南海放送）[26]。

### 9月
- 1日 - TBSがアジア太平洋放送連合（ABU）の正会員になる[27]。
- 24日-MBS系全国ネットのクイズ番組『クイズ！！ひらめきパスワード』で1986年4月から長らく女性軍レギュラーを務めていた、マッハ文朱がこの日を持って降板(後任はゆうゆ)。
- 30日 - 日本テレビの看板アナウンサーだった徳光和夫が30日付で日本テレビを退職、フリーに。なお退職2日後の10月2日にはフジテレビ系『おはよう!ナイスディ』に出演し、退職後の心境を語った。

### 10月
| テレビ北海道（10月1日開局）  |  | テレビユー山形（10月1日開局。写真は放送センター(山形市)）  |  | 熊本朝日放送（10月1日開局。写真は初代本社が入居していた熊本テクノプラザビル）  |
| テレビ北海道 （10月1日開局） |  | テレビユー山形 （10月1日開局。写真は放送センター(山形市)） |  | 熊本朝日放送 （10月1日開局。写真は初代本社が入居していた熊本テクノプラザビル） |

- 1日 - 平成新局の草分け的存在、テレビ北海道（TVh、テレビ東京系列。北海道の民放テレビ5局目[注 17]）、テレビユー山形（TUY、TBS系列。山形県の民放テレビ3局目）、熊本朝日放送（KAB、テレビ朝日系列。熊本県の民放テレビ4局目）の3局が開局する[28]。KABの開局に伴い、フジテレビ系列とテレビ朝日系列のクロスネットだったテレビ熊本（TKU）はフジテレビ系列のフルネット局となる[注 18]。これにより、熊本県の民放4系列4局のフルネット化が完了。
- 日本テレビ系列のシングルネット局でありながらテレビ朝日系列の同時ネット番組も多数抱え、ローカルニュースのコーナーとして『ANNニュースライナー』まで同時ネットしていた日本海テレビが、この日から民間放送教育協会の番組と一部のブロックネット番組を除きテレビ朝日系列の番組のネットを一切放棄した。1991年に『ハーイあっこです』（朝日放送制作）が遅れネットで放送開始されるまでこの状態が続いた。
- 26日 - 科学技術館にあったTBS千代田分室にオウム真理教の関係者が侵入、ビデオを見せてしまうという事件が起こる（TBSビデオ問題）。1996年に発覚し、TBSに世間から厳しい目線が一時的に向けられる原因となった。

### 11月
- 6日 - 『太陽にほえろ!』（日本テレビ、1972年 - 1986年）の「ジーパン刑事」役や『探偵物語』（日本テレビ、1979年 - 1980年）の主演を務めた俳優の松田優作が膀胱癌のため死去（39歳没）。

### 12月
- 12日 - 昭和を代表する漫画『のらくろ』の作者として知られ、フジテレビアニメ『のらくろ』（1970年 - 1971年）、『のらくろクン』（1987年 - 1988年）の原作者で、長谷川町子の恩師としても有名な漫画家の田河水泡がこの日、肝臓がんのため死去（90歳没）。

## 開局
10月1日
- テレビ北海道
- テレビユー山形
- 熊本朝日放送

## 既存局の音声多重放送開始
- 7月15日 - 大分放送テレビ
- 12月21日 - テレビ山口
- 期日不明 - びわ湖放送

## 周年

### 開局・放送開始
1月
- 30周年 - 長崎放送テレビジョン、NHK東京教育テレビジョン

2月
- 30周年 - テレビ朝日

3月
- 35周年 - NHK大阪、名古屋テレビジョン
- 30周年 - フジテレビジョン、毎日放送テレビジョン、九州朝日放送テレビジョン、日本海テレビジョン放送、NHK青森・鳥取・徳島テレビジョン
- 20周年 - NHK高松、佐賀教育テレビジョン

4月
- 30周年 - NHK大阪教育テレビジョン、NHK福島テレビジョン、札幌テレビ放送、東北放送テレビジョン、北日本放送テレビジョン、中国放送テレビジョン、四国放送テレビジョン、高知放送テレビジョン、熊本放送テレビジョン、南日本放送テレビジョン
- 25周年 - テレビ東京
- 20周年 - 富山テレビ放送、石川テレビ放送、長野放送、中京テレビ放送、近畿放送テレビジョン、岡山放送、瀬戸内海放送、福岡放送、サガテレビ、テレビ長崎、テレビ熊本、鹿児島テレビ放送
- 15周年 - テレビ和歌山
- 10周年 - テレビ埼玉

5月
- 20周年 - サンテレビジョン

6月
- 30周年 - NHK山口テレビジョン

7月
- 10周年 - 静岡第一テレビ

9月
- 30周年 - 岩手放送テレビジョン、NHK甲府テレビジョン

10月
- 30周年 - 青森放送テレビジョン、山口放送テレビジョン、大分放送テレビジョン、NHK松江テレビジョン
- 20周年 - 秋田テレビ、福井テレビジョン放送

11月
- 30周年 - 沖縄テレビ放送

12月
- 30周年 - NHK秋田・山形テレビジョン、山梨放送テレビジョン、山陰放送テレビジョン
- 20周年 - 青森テレビ、テレビ岩手、三重テレビ放送、テレビ愛媛

### 番組
- 放送開始40周年
- 第40回NHK紅白歌合戦（NHK）
- 放送開始35周年
  - NNNきょうの出来事（日本テレビ）
- 放送開始30周年
  - おかあさんといっしょ（NHK）
  - 兼高かおる世界の旅（TBS）
- 放送開始25周年
  - 新春スターかくし芸大会（フジテレビ）
  - モーニングショー（テレビ朝日）
  - ミュージックフェア（フジテレビ）
- 放送開始20周年
  - サザエさん（フジテレビ）
  - トップテンシリーズ（日本テレビ）- 『歌のトップテン』
  - 水戸黄門（TBS）
  - ワールドプロレスリング（テレビ朝日）
- 放送開始10周年
  - ズームイン!!朝!（日本テレビ）
  - ルックルックこんにちは（日本テレビ）
  - 2時のワイドショー（読売テレビ）
  - クイズ100人に聞きました（TBS）
  - 3年B組金八先生（TBS）
  - ドラえもん（テレビ朝日）
  - 象印クイズ ヒントでピント（テレビ朝日、1989年3月5日）
  - 花王名人劇場（関西テレビ）
- 放送開始5周年
  - ライオンのいただきます（フジテレビ）
  - FNNスーパータイム（フジテレビ）

## 記念回
- 1000回以上
  - サザエさん（フジテレビ）1000回
- 500回以上
  - パネルクイズ アタック25（ABC）700回
  - クイズダービー（TBS）700回 - 7月29日
  - ザ・ベストテン（TBS）600回 - 9月7日
  - 象印クイズ ヒントでピント（テレビ朝日）500回 - 10月15日[29]

## 視聴率
（※関東地区、ビデオリサーチ調べ）

### ニュース・報道
1. ニュース・天気予報（NHK総合、12月31日 20:55 - 21:00）49.3%
2. NHKニューススペシャル・昭和天皇大喪（NHK総合、2月24日 8:30 - 13:00）44.5%
3. ニュース（昭和天皇大喪）（NHK総合、2月24日 13:15 - 13:35）44.0%
4. NHKニューススペシャル・昭和天皇大喪（NHK総合、2月24日 13:35 - 16:00）39.2%
5. NHKモーニングワイド・第2部（美空ひばり死去）（NHK総合、6月24日）33.9%
6. ニュース（昭和天皇崩御）（NHK総合、1月7日 6:36 - 10:00）32.6%
7. 開票速報（NHK総合、7月23日 21:30 - 21:35）32.4%

### スポーツ
1. プロ野球日本シリーズ「近鉄×巨人」第7戦（日本テレビ、10月29日）39.8%
2. ナイター中継'89「広島×巨人」（フジテレビ、5月5日）34.1%
3. 大相撲名古屋場所・千秋楽（NHK総合、7月16日）34.1%
4. パワーアップナイター「近鉄×ダイエー」（テレビ朝日、10月14日）29.5%
5. '89プロ野球「ロッテ×近鉄」（日本テレビ、4月16日）22.4%
6. ナイター中継'89「西武×近鉄」（フジテレビ、10月12日）21.9%

### ドラマ
1. 連続テレビ小説 青春家族（NHK総合、9月2日）44.2%
2. 連続テレビ小説 純ちゃんの応援歌（NHK総合、1月31日）44.0%
3. 大河ドラマ 春日局（NHK総合、1月29日）39.2%
4. 連続テレビ小説 和っこの金メダル（NHK総合、10月2日）39.2%
5. ナショナル劇場 水戸黄門 第18部・最終回（TBS、5月1日）34.1%
6. ドラマスペシャル 北の国から'89・帰郷（フジテレビ、3月31日）33.3%
7. ナショナル劇場 水戸黄門 第19部・第6話（TBS、10月30日）32.3%
8. 教師びんびん物語2・最終回（フジテレビ、6月26日）31.0%
9. ナショナル劇場 翔んでる!平賀源内（TBS、5月8日）26.8%
10. 愛しあってるかい!・最終回（フジテレビ、12月18日）26.6%

### バラエティ・歌番組
1. 第40回NHK紅白歌合戦・第2部（NHK総合、12月31日）47.1%
2. 第40回NHK紅白歌合戦・第1部（NHK総合、12月31日）38.5%
3. 火曜ワイドスペシャル 第6回爆笑!スターものまね王座決定戦（フジテレビ、12月5日）33.2%
4. とんねるずのみなさんのおかげです春休みスペシャル（フジテレビ、3月30日）29.5%

### アニメ
1. サザエさん1000回突破スペシャル（フジテレビ、3月5日）34.5%

## テレビドラマ

### NHK
- 大河ドラマ 春日局
- 連続テレビ小説
  - 青春家族（主演：清水美沙）
  - 和っこの金メダル（主演：渡辺梓）
- 銀河テレビ小説
  - 母の言いぶん
- 水曜ドラマ
  - 晴のちカミナリ
  - 男たちの運動会
- 十九歳（主演：織田裕二）

### 日本テレビ
- 金曜8時
  - ハロー!グッバイ（主演：水谷豊、三田村邦彦）
  - 勝手にしやがれヘイ!ブラザー（主演：柴田恭兵、仲村トオル）
- グランド劇場
  - 明日はアタシの風が吹く（主演：小泉今日子）
  - 池中玄太80キロIII（出演：西田敏行 他）
  - 湘南物語（主演：斉藤由貴）
  - 会いたくて（出演：荻野目洋子、井森美幸 他）
  - あの夏に抱かれたい I never forget the days in my youth.
  - 恋人の歌が聞こえる（主演：中村雅俊）
- 水曜19:30
  - ツヨシしっかりしなさい（出演：森且行他）
  - 夏休み別荘物語（主演：井森美幸）※最終作
- 火曜時代劇
  - 八百八町夢日記
- 野望の国（主演：近藤真彦）
- 朝の連続ドラマ（よみうりテレビ制作）
  - 花ちりめん（主演：高樹沙耶（後の益戸育江））
  - 京一輪（主演：渡辺典子）

廃枠
- 水曜19:30

主なスペシャルドラマ
- 熱中時代スペシャル・嵐を呼ぶ男 - 10月11日
- 年末時代劇スペシャル 奇兵隊 - 12月30日・31日
- シャボン玉が消えた日〜シャボン玉ホリデー 笑いにかけた青春物語〜 - 12月31日[注 19][注 20][30]

### TBS
- ナショナル劇場
  - 翔んでる!平賀源内（出演：西田敏行 他）
  - 水戸黄門・第19部（出演：西村晃、あおい輝彦、伊吹吾朗 他）
- 月9
  - 代議士の妻たち2（出演：渡瀬恒彦、賀来千香子 他）
  - スクラップ（出演：世良公則、石田えり 他）
  - ママハハ・ブギ（出演：浅野温子、織田裕二 他）※最終作品
- 水曜ドラマ
  - キツイ奴ら（出演：小林薫、玉置浩二 他）
  - おしえてあげたい!（出演：山口美江、斉藤慶子、高木美保 他）
  - オイシーのが好き!（出演：藤井郁弥、松下由樹、杉本彩 他）
  - ホテル物語・夏!（出演：山下真司、国生さゆり、宮崎ますみ 他）※最終作品
- 金9
  - はいすくーる落書（主演：斉藤由貴）
  - アイラブユーからはじめよう（主演：後藤久美子）
  - こちら芝浦探偵社（主演：中村雅俊）
  - 俺たちの時代（主演：田原俊彦）
- 火8
  - 時間ですよ平成元年（主演：森光子） ※第1回作品
- 木9
  - 愛し方がわからない（出演：武田鉄矢、桐島かれん、井上順 他）※第1回作品
- 金曜ドラマ
  - 雨よりも優しく（出演：浅野ゆう子、時任三郎 他）※第1回作品

主なスペシャルドラマ
- ウルトラマンをつくった男たち 星の林に月の舟（主演：三上博史） - 3月21日
- 兜町（主演：田村正和）- 3月22日
- 痛快!ロックンロール通りファイナル - 3月30日
- 赤ひげ（出演：田原俊彦、南野陽子 他）- 4月1日
- コンプレックス 可愛いコになれない（主演：Wink）- 12月29日
- 美空ひばり物語（主演：岸本加世子）- 12月30日

枠変動
- 9月 - 10月改編に伴い、月曜9時枠、水曜ドラマ、ドラマ23廃枠。
- 10月 - 月曜21時枠に月曜ドラマスペシャル開始（後の月曜ミステリー劇場）。火曜8時枠2年ぶり再開（ - 1992年9月）。木曜9時枠新設（後の木曜ドラマ9）。金曜ドラマ2年ぶり再開（2023年現在も継続）。土曜22時枠にドラマチック22開始（ - 1991年3月）。

### フジテレビ
- 月9
  - 君の瞳に恋してる!（出演：中山美穂 他）
  - 教師びんびん物語2（主演：田原俊彦、野村宏伸）
  - 同・級・生（出演：安田成美、緒形直人 他）
  - 愛しあってるかい!（出演：陣内孝則、小泉今日子）
- 水8
  - こまらせないで! - 現代劇ではこの作品が最後。
  - 女ねずみ小僧（主演：大地真央）- ここから時代劇枠。
  - 鬼平犯科帳（主演：中村吉右衛門／第1シリーズ）
- 木8
  - ヘイ!あがり一丁
  - いまどき銀座物語ぼんぼん
  - ゴメンドーかけます
  - LUCKY・天使、都へ行く
- 木曜劇場
  - あなたが欲しい
  - ハートに火をつけて!（出演：浅野ゆう子、柳葉敏郎 他）
  - この胸のときめきを（出演：岸本加世子、岩城滉一 他）
  - 過ぎし日のセレナーデ（出演：田村正和 他） - 2クール放送（ - 1990年3月）
- 月7:30
  - 青春オーロラ・スピン スワンの涙（主演：宮沢りえ）
  - 明日に向かって走れ!（主演：松村雄基）
- 東海テレビ制作昼の帯ドラマ
  - 夏の嵐（ステレオ）（主演：高木美保、渡辺裕之）

主なスペシャルドラマ
- 名古屋嫁入り物語（東海テレビ制作／出演：かとうかずこ、植木等、山田昌 他）第1作 - 1月27日
- 心はロンリー気持ちは「…」VIII（主演：明石家さんま）- 3月3日
- 抱きしめたい!'89 - 3月30日
- 北の国から'89帰郷 - 3月31日
- 春までの祭（作：山田太一）- 4月6日

### テレビ朝日
- 水曜21時
  - はぐれ刑事純情派（第2シリーズ）
  - さすらい刑事旅情編II
- 木曜時代劇
  - 名奉行遠山の金さん（第2シリーズ／主演：松方弘樹）
- 日曜8時
  - 暴かれたスキャンダル
  - ゴリラ・警視庁捜査第8班

主なスペシャルドラマ
- ロス警察1989（主演：中村雅俊） - 2月1日
- Dr.クマひげシリーズ（主演：滝田栄）- 3月14日、6月17日、12月19日
- 氷点（出演：いしだあゆみ、万里洋子 他）- 4月6日、7日

### テレビ東京
- 金曜時代劇
  - 風雲!江戸の夜明け
  - 風雲!真田幸村
  - 月影兵庫あばれ旅第1シリーズ
- 妻をめとらば
- 夢通りエプロン亭（主演：関根勤）

主なスペシャルドラマ
- 12時間ワイド時代劇 大忠臣蔵 - 1月2日
- 大風呂敷 - 4月10日

## 特撮
- 魔法少女ちゅうかなぱいぱい!（フジテレビ）
  - 出演：小沢なつき、柴田理恵、斉木しげる 他
- 機動刑事ジバン（テレビ朝日）
  - 出演：日下翔平、間下このみ 他
- 高速戦隊ターボレンジャー（テレビ朝日）
  - 出演：佐藤健太、我那覇文章、朝倉圭矢、片桐順一郎、木之原賀子、岡本富士太 他
- 魔法少女ちゅうかないぱねま!（フジテレビ）
  - 出演：島崎和歌子 他

## テレビアニメ
- おぼっちゃまくん（テレビ朝日）
- ピーターパンの冒険（フジテレビ）
- まんがはじめて面白塾（TBS）※シリーズ最終作
- 獣神ライガー（名古屋テレビ）
- トランスフォーマーV（日本テレビ）
- ミラクルジャイアンツ童夢くん（日本テレビ）
- アイドル伝説えり子（テレビせとうち）
- 小さなアヒルの大きな愛の物語 あひるのクワック
- チップとデールの大作戦（テレビ東京）
- 天空戦記シュラト（テレビ東京）
- 魔動王グランゾート（日本テレビ）
- 青いブリンク（NHK）
- 新ビックリマン（朝日放送）
- ビリ犬なんでも商会（テレビ朝日）
- 悪魔くん（テレビ朝日）
- らんま1/2→らんま1/2熱闘編（フジテレビ）
- GO!レスラー軍団（テレビ東京）
- ドラゴンボールZ（フジテレビ）
- 昆虫物語 みなしごハッチ（第2作）（日本テレビ）
- パラソルヘンべえ（NHK）
- 桃太郎伝説（テレビ東京）
- ジャングルブック・少年モーグリ（テレビ東京）
- ダッシュ!四駆郎（テレビ東京）
- バックス・バニーのぶっちぎりステージ（テレビ東京）
- レスラー軍団〈銀河編〉 聖戦士ロビンJr.（テレビ東京）
- 魔法使いサリー（第2作）（テレビ朝日）
- 機動警察パトレイバー（日本テレビ）
- ジャングル大帝（テレビ東京）
- シートン動物記（日本テレビ） - 『三井不動産アニメワールド』第1作。
- シティーハンター3（読売テレビ）
- YAWARA!（読売テレビ）
- がきデカ（フジテレビ）
- かりあげクン（フジテレビ）
- まじかるハット（フジテレビ）
- 笑ゥせぇるすまん（TBS） - 『ギミア・ぶれいく』内で放送。
- 小松左京アニメ劇場（TBS）
- まじかるハット（フジテレビ）
- たいむとらぶるトンデケマン!（フジテレビ）
- らんま1/2 熱闘編（フジテレビ）
- チンプイ→夢冒険!チンプイ（テレビ朝日）
- ドラゴンクエスト（フジテレビ）

スペシャル
- まんがはじめてなるほど10周年スペシャル（TBS） - 1月10日

## 報道・情報番組
開始番組
- スクランブル3（日本テレビ）
- キャッチ（日本テレビ）
- 筑紫哲也 NEWS23（TBS）
- 噂の!東京マガジン (TBS→BS-TBS)
- トークシャワー（フジテレビ）
- 生島ヒロシのおいしいフライパン（フジテレビ）
- サンデープロジェクト（テレビ朝日・朝日放送）
- 600ステーション（テレビ朝日）
- 鳥越・畑 ザ・スクープ（テレビ朝日）
- お昼のマイテレビ（テレビ朝日）
- 土曜だエブリバディ!（朝日放送）
- THE・サンデー（日本テレビ）
- TXNニュース THIS EVENING（テレビ東京）

終了番組
- JNNニュースデスク'89（TBS）- 9月終了
- ニュースシャトル（テレビ朝日）
- おはようワイド・土曜の朝に（朝日放送）

## バラエティ番組
開始番組
- 面白スタジアム（日本テレビ）
- 全員出席!笑うんだってば（日本テレビ）
- さんま・一機のイッチョカミでやんす（日本テレビ）
- 爆風スランプのお店（ステレオ）（日本テレビ）
- ダウンタウンのガキの使いやあらへんで!!（日本テレビ）
- 今晩は・WADAです（TBS）
- アッコのかるーく見てみたい（TBS）
- 総天然色バラエティー 北野テレビ（TBS）- 9月終了
- たけしの頭の良くなるテレビ（TBS）
- MOGITATE!バナナ大使（TBS）
- それゆけ!マーシー（毎日放送）
- パラダイスGoGo!!（フジテレビ）
- 邦ちゃんのやまだかつてないテレビ（フジテレビ）※レギュラー化
- ザ・ウォッチング!!（フジテレビ）
- 欽どこTV!!（テレビ朝日）改題 - 9月終了
- スター課外授業（テレビ東京）
- スターどっきん学園（テレビ東京）
- 花嫁するの本当ですか（テレビ東京）
- 新伍のTVでライバル（テレビ東京）
- 5時からテレビ（関西テレビ） - 1か月で打ち切り。
- しっぽまでアンコ!（関西テレビ） - 5月 - 6月
- ○爆ワイド（関西テレビ）
- 夕方チャンス!（毎日放送）

終了番組
- 3月終了
  - 痛快なりゆき番組 風雲!たけし城（TBS）
  - 素敵!KEI-SHU5（関西テレビ）
- 9月終了
  - 今夜は最高!（日本テレビ）
  - 巨泉のこんなモノいらない!?（日本テレビ）
  - オレたちひょうきん族（フジテレビ）
  - 4時ですよーだ（毎日放送）

## クイズ番組
開始番組
- どちら様も!!笑ってヨロシク（日本テレビ） - 当初は30分枠。1994年より1時間枠。
- IQエンジン（フジテレビ）
- クイズ!早くイッてよ（フジテレビ）
- クイズ!世にも不思議な逆回転（フジテレビ）
- クイズ地球の歩き方（テレビ朝日）
- クイズタイムショック（第2期）（テレビ朝日） - 司会：生島ヒロシ。
- 新伍のギャップが素敵（テレビ東京）
- クイズずばり知りたい（テレビ東京）
- クイズ!今どきの日本（テレビ東京）

## 音楽番組
開始番組（全てステレオ）
- 平成名物TV いかす!!バンド天国（TBS）
- 音楽派トゥギャザー（TBS）- 12月終了
- 夜のヒットスタジオSUPER（フジテレビ）改題、枠縮小。
- ヒットスタジオR&N（フジテレビ）
- ヒットスタジオINT'L（フジテレビ）
- 歌のビッグファイト!（テレビ東京）

終了番組
- 加山雄三ショー（NHK総合）
- ザ・ベストテン（TBS）

## 教養・ドキュメンタリー番組
- 国宝への旅（NHK総合）
- なんなんなあに（NHK教育）
- はてなはてな（NHK教育）
- しぜんだいすき（NHK教育）
- はばたけ6年（NHK教育）
- 所さんの目がテン!（日本テレビ）
- 知ってるつもり?!（日本テレビ）
- なっとくデータマップ（フジテレビ）
- はなきんデータランド（テレビ朝日）
- 鈴木健二の人間テレビ（よみうりテレビ）

## 紀行番組
- いつか行く旅（テレビ朝日）
- 旅ここが知りたい!（テレビ朝日）
- 渡辺篤史の建もの探訪（テレビ朝日）
- 釣り・ロマンを求めて（テレビ東京）
- 旅はWITH遊（フジテレビ）

## 討論番組
- どーする!?TVタックル→ビートたけしのTVタックル（テレビ朝日）

## 映画番組
- 水曜ロードショー（二か国語）（TBS）枠移動、改題

## 単発特別番組枠
- NHKスペシャル（NHK総合）
- ギミア・ぶれいく（TBS）
- 水曜スーパーテレビ（テレビ朝日） - 当初は90分。『タイムショック』終了後に2時間枠。

## 特別番組
昭和天皇崩御及び大喪の礼関連、報道特別番組等は除く。
- 1月3日
  - お正月スペシャル 加トちゃんケンちゃん ファンタジーワールド（TBS）
- 1月30日 - 大爆笑!テレビ30年夢のオールスター大集合 (生) スペシャル（テレビ朝日）
- 4月6日 - おめでとう小柳ルミ子・大澄賢也豪華結婚披露宴!!（日本テレビ）[31]
- 10月1日 - お笑いニューウェーブ大集合（テレビ東京）[注 21]
- 12月31日
  - タケちゃんの笑って逃げ切る大みそか（フジテレビ）
- 12月31日〜1990年1月1日
  - いっちゃえ'89サザンde'90 サザンオールスターズ ハッピーニューイヤーズ・イヴ（ステレオ）（TBS）

### 2回以上放送のシリーズ番組
- 1月1日 - 1月3日 - 正月テレビは人間テレビ（NHK総合）※日替わりテーマ、複数番組を編成[5]
- 1月1日
  - 豪華!スター家族対抗初春ジャンボクイズ!（日本テレビ）最終回
  - 輝け!!人気スターチーム対抗大合戦!（日本テレビ）最終回
  - 初詣!爆笑ヒットパレード（フジテレビ）
  - タモリ・たけし・さんまBIG3 世紀のゴルフマッチ（フジテレビ）
  - 第26回新春スターかくし芸大会（フジテレビ）
  - プロ野球オールスター大運動会（テレビ東京）
  - ウィーンフィル・ニューイヤーコンサート（指揮:カルロス・クライバー）（NHK教育（モノラル）、NHK衛星第1テレビ（Bモードステレオ）[注 22]）[32]
- 1月1日、5月27日[注 23] 、10月1日 - 第26回・第27回・第28回欽ちゃんの全日本仮装大賞（ステレオ）（日本テレビ）
- 1月4日
  - プロ野球珍プレー好プレー芸能大賞（フジテレビ）最終回
- 1月19日 - カメラが捉えた決定的瞬間Part6（日本テレビ）[注 24]
- 1月24日 - 第3回オールスタープロ野球対抗歌合戦（ステレオ）（フジテレビ）[注 25]
- 1月31日、他 - 邦ちゃんのやまだかつてないテレビ（フジテレビ）[注 25]※レギュラー化前
- 3月27日、10月2日 - FNS番組対抗!なるほど!ザ・春秋の祭典スペシャル（フジテレビ）
- 3月28日、10月3日 - クイズまるごと大集合（TBS）
- 4月6日 - ムツゴロウとゆかいな仲間たち春休みスペシャル（フジテレビ）[31]
- 4月11日、5月16日、7月11日、8月8日(夏休みプレゼント傑作集)、10月17日、12月26日(年末特別総集編) - ドリフ大爆笑’89（フジテレビ）[注 25]
- 7月8日（上期）[注 23]、12月14日（年間）[注 24] - 第22回全日本有線放送大賞（ステレオ）（読売テレビ）
- 7月22日 - 7月23日 - FNSスーパースペシャル 1億人のテレビ夢列島'89（フジテレビ/FNS25局）
- 8月10日 - 第13回鳥人間コンテスト選手権大会（読売テレビ）[注 24]
- 8月18日、11月3日 - プロ野球珍プレー好プレー大賞'89（フジテレビ）
- 8月26日 - 8月27日 - 24時間テレビ 12「愛は地球を救う」（一部ステレオ）（日本テレビ/NNN・NNS全国31局[注 26]）
- 10月2日
  - 第15回日本テレビ音楽祭（ステレオ）（日本テレビ）
- 10月6日
  - '89 秋のスペシャル企画 第2回!NTV人気番組対抗クイズ合戦 スターが豪華に大集合（日本テレビ）
- 10月26日 - 11月23日 - 史上最大!第13回アメリカ横断ウルトラクイズ（日本テレビ）[注 24]
- 11月21日 - 第20回日本歌謡大賞（ステレオ）（フジテレビ）[注 25]
- 12月1日 - 第22回日本有線大賞（ステレオ）（TBS）
- 12月12日 - '89FNS歌謡祭（ステレオ）（フジテレビ）[注 25]
- 12月23日
  - 加ト・けん・トシのクリスマススペシャルプレゼント（フジテレビ）
- 12月31日
  - 第40回NHK紅白歌合戦（ステレオ）（NHK総合・BS2）
  - 輝く!第31回日本レコード大賞（ステレオ）（TBS）
  - 年忘れにっぽんの歌（テレビ東京）
- 12月31日 - 1990年1月1日 - ゆく年くる年（NHK総合）

### レギュラー番組のスペシャル版
- 1月1日
  - 新春ズームイン!!朝!（日本テレビ）
  - 新春笑点スペシャル（ステレオ）（日本テレビ）
- 3月5日 - サザエさん1000回突破スペシャル（フジテレビ）[15]
- 3月31日、9月29日、12月29日 - ミュージックステーションSPECIAL（ステレオ）（テレビ朝日）※2H（もしくは1.5H）[注 27]
- 10月5日
  - さよならザ・ベストテン（ステレオ）（TBS）※レギュラー最終回翌週に放送
- 12月25日
  - 笑っていいとも!クリスマス特大号（フジテレビ）
- 12月27日
  - '89夜のヒットスタジオSUPER DELUXE（ステレオ）（フジテレビ）
- 12月31日
  - 大みそかだよ!ドラえもん（テレビ朝日）
- 12月31日〜1990年1月1日
  - 年またぎスペシャル やっぱり逸見と猫が好き（フジテレビ）

### 昭和天皇崩御・改元関連特別番組
- 1月7日
  - NHK総合
    - 追悼座談会「天皇陛下をしのんで」（11:00 - 11:55）[33]
    - 回想・天皇陛下（20:00 - 20:59）[33]
    - 追悼座談会「天皇陛下をしのぶ」 （22:45 - 23:44）[33]

  - 日本テレビ
    - 天皇陛下のご生涯（15:30 - 18:00）[34]
    - 昭和史と天皇（19:00 - 23:00）[34]
    - 新元号移行の瞬間（23:58 - 翌0:08）[34]

  - TBS
    - 新元号決定（13:00 - 16:00）[35]
    - 天皇陛下と私（16:00 - 17:00）[35]
    - 天皇裕仁・第1部（20:00 - 21:00）[35]
    - 天皇裕仁・第2部（21:00 - 21:50）[35]
    - 生物学者・裕仁（23:30 - 翌0:30）[35]

  - フジテレビ
    - 天皇激動の87年（16:00 - 18:00）[36]
    - 人間天皇を語る（20:00 - 23:00）[36]

  - テレビ朝日
    - 天皇と昭和史（16:00 - 18:00）[37]
    - 天皇裕仁の喜びと悲しみ（18:45 - 19:20）[37]
    - 激動の昭和史「天皇語録」（19:20 - 22:00）[37]
    - 昭和と私（22:30 - 翌2:15）[37]

  - テレビ東京
    - 昭和の天皇をお偲びしてI（12:30 - 16:03）[38]
    - 昭和の天皇その大いなる旅路（16:03 - 17:00）[38]
    - 昭和の天皇・お人柄をしのんで（17:30 - 18:30）[38]
    - 昭和の天皇をお偲びしてII（19:00 - 20:00）[38]
    - 昭和を回顧する・暮らしと経済の変遷（20:00 - 22:00）[38]
    - 回想・素顔の昭和の天皇（22:00 - 23:30）[38]
- 1月8日
  - NHK総合
    - 映像でつづる昭和史（0:00 - 3:21）[33]
    - 新天皇ご一家（9:00 - 10:00）[33]
    - 天皇陛下の生物学研究（11:20 - 11:50）[33]
    - 各地を訪ねられた天皇陛下 列島ドキュメント（12:30 - 14:58）[33]
    - 地方ご巡幸「終戦直後　陛下の全国一巡の旅」（17:20 - 18:00）[33]
    - 昭和回顧 私たちの昭和・列島中継（19:30 - 21:29）[33]
    - 特集「新天皇・新時代」（22:00 - 23:15）[33]

  - 日本テレビ
    - 続・昭和史と天皇（0:08 - 2:00）[34]
    - ドキュメント・昭和の終わった日（2:00 - 3:23）[34]
    - 陛下と私（3:23 - 4:50）[34]
    - 世界の反響（4:50 - 5:50・9:20 - 10:30）[34]
    - 検証陛下のご病気（5:50 - 6:45）[34]
    - 陛下と園遊会（7:00 - 8:00）[34]
    - 「平成」スタート（8:00 - 9:20）[34]
    - 陛下とお歌（10:30 - 11:00）[34]
    - 陛下と大相撲（11:00 - 11:30）[34]
    - 昭和逝く・1億人の歩み（12:00 - 17:00）[34]
    - 新天皇とこれからの皇室（19:00 - 23:00）[34]

  - TBS
    - 昭和天皇 御旅行・園遊会総集編（0:30 - 2:30）[35]
    - 皇室と国民（7:00 - 9:30）[35]
    - 新天皇の横顔（9:30 - 11:30）[35]
    - 亡き天皇を悼む（12:00 - 13:45）[35]　
    - 三十一文字の戦後史 天皇の御製（16:00 - 18:00）[35]
    - それぞれの昭和・検証 昭和という時代（19:00 - 21:00）[35]　
    - 天皇裕仁・第3部（21:00 - 21:57）[35]　
    - 天皇裕仁・第4部（21:57 - 23:00）[35]

  - フジテレビ
    - 天皇激動の87年（1:00 - 5:23）[36]
    - 天皇陛下・初のテレビ会見（5:23 - 6:00）[36]
    - 天皇の御研究（8:00 - 9:00）[36]
    - 人間天皇を語る（9:00 - 12:00）[36]
    - 天皇の旅（13:00 - 17:45）[36]
    - 花ひらく皇室外交（19:00 - 20:00）[36]
    - 新天皇を語る（20:00 - 22:30）[36]
    - ドキュメント“昭和の終った日”（20:00 - 翌0:30）[36]

  - テレビ朝日
    - 天皇陸下と私（2:15 - 3:00）[37]
    - 天皇と昭和史（3:00 - 6:00）[37]
    - 日本列島リレー中継「陸下あの日あの時」（6:00 - 9:00）[37]
    - 天皇陸下とハワイの日系人（9:30 - 10:15）[37]
    - 天皇とマッカーサー（10:15 - 11:00）[37]
    - 階下公式会見と私（11:00 - 11:45）[37]
    - ドキュメント「天皇崩御」（12:00 - 14:00）[37]
    - 人間天皇をしのんで（14:00 - 17:00）[37]
    - 海外の反響各国のテレビ新聞は（17:00 - 18:00）[37]
    - 新天皇陸下と開かれた皇室・新時代への期待（18:45 - 23:00）[37]

  - テレビ東京
    - 昭和の天皇・ご巡幸の足跡（8:00 - 8:50）[38]
    - 新天皇その記録（9:00 - 9:45）[38]
    - 生物学者天皇（10:00 - 11:00）[38]
    - 私と昭和の天皇（11:00 - 12:00）[38]
    - 元年生まれ・それぞれの昭和（19:00 - 20:00）[38]
    - 新天皇・その記録（20:00 - 21:30）[38]
    - 新天皇 そのお人柄と新時代を語る（21:30 - 23:00）[38]
- 2月24日
  - NHK総合
    - NHKニューススペシャル「昭和天皇大喪」（8:30 - 13:10・13:35 - 16:00・19:00 - 21:55）[39][7]

  - 日本テレビ
    - NNN特別報道番組「昭和天皇の大喪」（8:00 - 15:30）[39]

  - TBSテレビ
    - JNN報道特別番組「昭和天皇を送る」（8:00 - 14:30）[39]

  - フジテレビ
    - FNN特別報道番組「昭和天皇の大喪」（8:30 - 16:00）[39]

  - テレビ朝日
    - ANN報道特別番組「昭和天皇ご大喪」（9:30 - 13:50）[39]
    - 徹底討論「ご大喪が残したもの」（17:00 - 18:30）[39]

  - テレビ東京
    - 特別報道番組 昭和天皇大喪の礼（8:30 - 13:45）[39]
    - 特別報道番組 大喪の礼葬列武蔵野陵に到着（15:15 - 15:50）[39]
    - 特別報道番組 昭和天皇ご大喪 陵所の儀（19:15 - 19:50）[39]

## 既存番組の音声多重化

### ステレオ放送化
- わくわく動物ランド（TBS）- 2月22日から
- 東海テレビ制作昼の帯ドラマ（東海テレビ）- 7月3日（『夏の嵐』第1回）から
- キンカン素人民謡名人戦（フジテレビ）- 12月2日から[40]

## 主なキャンペーン
- 「4月からのフジテレビに気をつけよう。」（フジテレビ、4月期）
- 「土、迫力。」（日本テレビ、10月、土曜日）